# Shire Highlands Railway Company

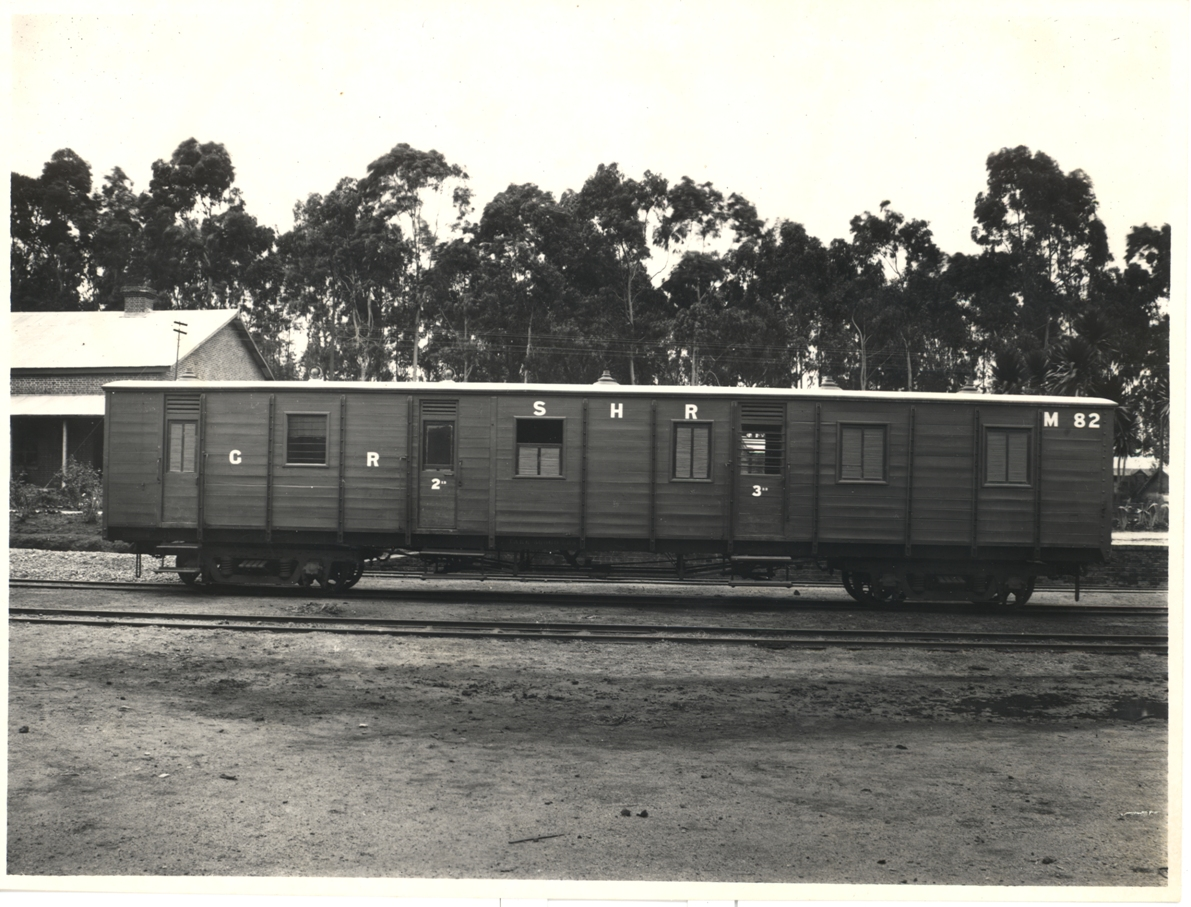
Personenwagen M 82 der 2. und 3. Klasse der Shire Highlands Railway

Die Shire Highlands Railway Company Ltd war während der Kolonialzeit eine private Eisenbahngesellschaft im Shire-Hochland von Nyasaland, die 1895 für den Bau einer Eisenbahn von Blantyre bis zum höchsten schiffbaren Punkt auf dem Shire River gegründet wurde. Nach Problemen mit der Trassenführung und Finanzierung wurde zwischen 1903 und 1907 eine Schmalspurbahn mit der südafrikanischen Spurweite von 1.067 mm (3 Fuß 6 Zoll) gebaut und 1908, als der Wasserstand im Shire River sank, auf insgesamt 182 km (113 Meilen) bis Nsanje verlängert.
Als die Schiffbarkeit des Shire River wegen des fallenden Wasserstandes weiter abnahm, trug die Shire Highlands Railway Company 1912 zum Bau der 98 km (61 Meilen) langen weitgehend in Mosambik gelegenen zentralafrikanischen Eisenbahn (Central African Railway) der British South Africa Company bis zum Sambesi bei. Obwohl diese Strecke, die 1914 fertiggestellt wurde, im Besitz der separat geführten Central Africa Railway Company Ltd war, betrieb die Shire Highlands Railway Company alle Dienstleistungen auf dieser Strecke und war Teilhaber ihrer Aktien. Im Jahr 1935 wurden das Eisenbahnunternehmen der Shire Highlands Railway und Aktien, die es in der Central Africa Railway Company Ltd hielt, in die neugegründete Nyasaland Railways Ltd transferiert.

## Gründung des Eisenbahnunternehmens
Im späten 19. Jahrhundert gab es in dem im Landesinneren gelegenen Nyasaland-Protektorat noch keine Eisenbahnen und es konnte von den nächstgelegenen Häfen am etwa 320 km (200 Meilen) entfernt liegenden Indischen Ozean nur über den Sambesi und den Shire-River erreicht werden, die aber für große Schiffe einen zu geringen Wasserstand hatten. Die Hauptsiedlungen des Protektorats und seine wirtschaftlich wichtigen Regionen waren weit von den Häfen des Shire River entfernt. Der Transport von auf dem Kopf getragenen Lasten aus und in diese Regionen war ineffizient und kostspielig. Von 1896 bis 1934 sank der Wasserstand im Nijassa-See (heute: Malawi-See) und im Shire River, so dass der wichtigste Hafen des Flusses stromabwärts nach Chiromo verlegt werden musste, das mit 100 t schweren Dampfschiffen vom schlecht ausgestatteten Küstenhafen von Chinde zu erreichen war.
Die Schwierigkeiten und Kosten des Flusstransports führten zur Idee einer Eisenbahnverbindung zum Indischen Ozean, und schon 1895 schlug Harry Johnston, der Kommissar und Generalkonsul des Protektorats, eine Eisenbahnstrecke von seiner Hauptgeschäftsstadt Blantyre nach Quelimane in Mosambik vor.
Allerdings lief der Großteil dieser vorgeschlagenen Strecke durch das portugiesische Territorium, und Quelimane war nur für kleine Schiffe mit einem Tiefgang von weniger als 5 Metern geeignet, bis der Fluss 1958 ausgebaggert wurde. Im selben Jahr schlug Eugene Sharrer vor, eine Eisenbahn von Blantyre nach Chiromo zu bauen, und er veröffentlichte im Dezember 1895 eine Broschüre über die Shire Highlands Railway Company Ltd, die Firma, die er gründen wollte.
Für Nyasaland war eine kurze Bahnverbindung zu den Shire River Häfen die beste Option, um das manuelle Tragen von Lasten zu vermeiden. Weil das Verhältnis der Transportkosten zum erwarteten Wert der Exporte hoch war, war eine längere Linie direkt an den Indischen Ozean, die durch Gebiete, wo wenig lokale Fracht erwartet wurde, zu aufwendig, um rentabel zu sein.

Obwohl Johnston die Blantyre-Chiromo-Route akzeptierte und er das Auswärtige Amt zur Finanzierung dieser Eisenbahn drängte, lehnte dieses es ab, diese zu finanzieren. Im Jahr 1901 stimmte es jedoch grundsätzlich dem Bau einer Eisenbahn durch die Shire Highlands Railway Company Ltd von Blantyre bis zum unteren Shire zu und gewährte dem Unternehmen ohne Gebühren 361.600 Hektar Land an die Eisenbahn angrenzendes Land. Da Sharrer bereits viel von dem Land erworben hatte, über das die vorgeschlagene Eisenbahn laufen sollte, gab es Streitigkeiten über die Streckenführung, besonders mit der African Lakes Corporation. Aus diesem Grund kam es zu Verzögerungen bei der Beschaffung von Kapital und Darlehen für den Bau, und der Baubeginn wurde auf Anfang 1903 verschoben. 

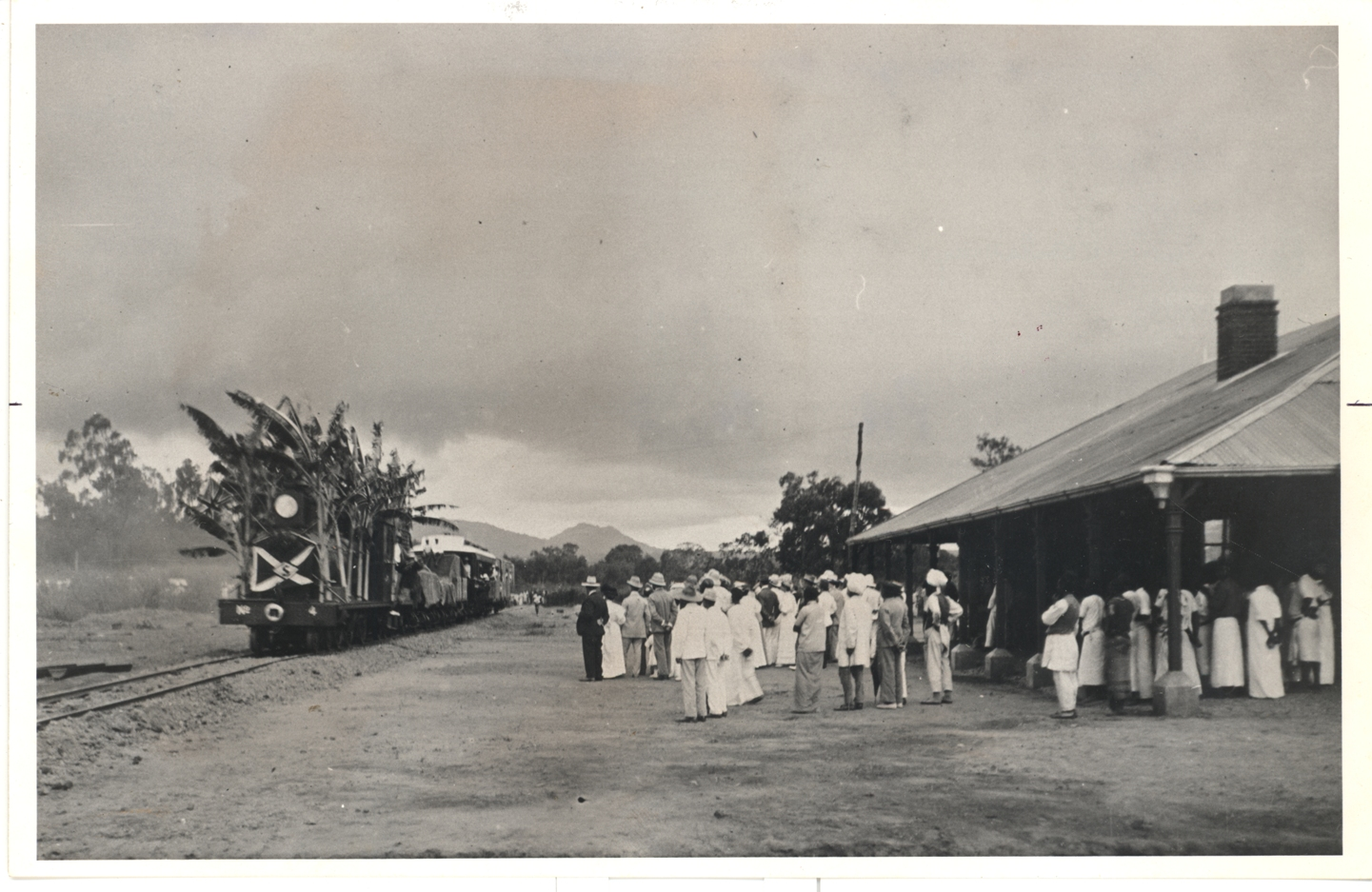
Der erste Zug in Blantyre

 Die Strecke wurde 1907 von Blantyre bis Chiromo eröffnet, aber ein weiteres Absinken des Wasserstands im Shire River bedeutete, dass die Linie 1908 bis Port Herald, 113 Meilen von Blantyre, verlängert werden musste.
Sharrer wurde Direktor der Shire Highlands Railway Company Ltd und behielt diesen Posten bei, als er das Protektorat im Jahre 1902 verließ. Er war auch Direktor der Central Africa Railway Company Ltd, die erst nach seiner Abreise gebaut wurde.

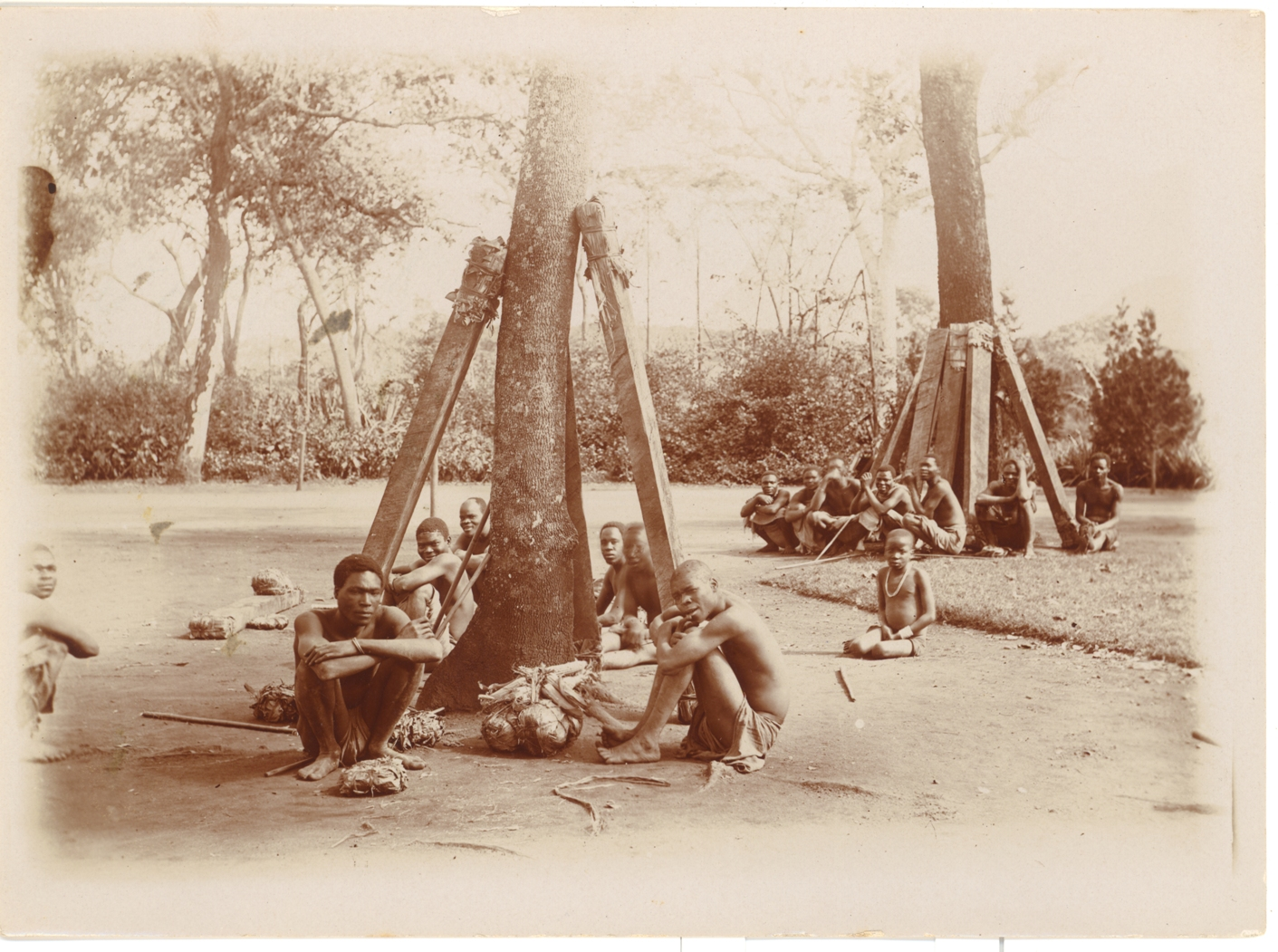
Anlieferung der Schwellen für die Shire Highlands Railway auf dem Landgut von Henry Brown

Als der Wasserstand im Shire River Level weiter sank, war es schwierig und oft unmöglich, Port Herald mit Dampfschiffen zu erreichen, so dass ein Flusshafen in Zambezi eingerichtet wurde. Die British South Africa Company hatte bereits eine Konzession um eine Eisenbahn auf portugiesischem Territorium zu bauen. 1912 stimmte die Nyasaland-Regierung der Shire Highlands Railway Company Ltd. zu, dass sie das Land, das sie dem Unternehmen zuvor für 180.000 £ veräußert hatte, zurückkaufen werde, und das Unternehmen diese Summe in Form von Anteilen an die British South Africa Company zahlen werde, um mit einem Teil der Baukosten der Zentralafrikanischen Eisenbahn im Austausch für Anteile an der Central African Railway Ltd zu übernehmen.
Die 98 km (61 Meilen) lange Strecke von Port Herald nach Chindio am Nordufer des Sambesi wurde 1914 fertiggestellt. Von dort fuhren die Flussdampfer nach Chinde, von wo aus die Seeschiffe nach Beira ablegten. Obwohl über diese Strecke der Hafen von Beira erreicht wurde, dauerte der Transport von Blantyre dahin zwei bis drei Wochen, benötigte drei Umladungen und war der Gefahr von Wasserschäden ausgesetzt. Der Bau der Central African Railway war teuer, aber dennoch schlecht ausgeführt und erforderte bald umfangreiche Reparaturen. Die Nyasaland-Regierung stimmte zu, den Streckenerhalt finanziell für zehn Jahre zu unterstützen und zahlte dafür bis 1924 im Durchschnitt 20.000 £ pro Jahr.
Im Jahr 1922 stellte die Trans-Zambezia Railway Company eine von der portugiesischen Regierung genehmigte Bahnstrecke von Beira nach Murracca am Sambesi gegenüber von Chindio fertig, so dass es eine fast durchgehende Bahnstrecke von Blantyre nach Beira gab, mit Ausnahme der kurzen Flussüberquerung mit einer Fähre. Im Jahre 1927 beauftragte die britische Regierung einen Bericht über den Bau einer Sambesi-Brücke. Als die Dona-Ana-Brücke 1935 fertiggestellt war, wurde eine neue Firma, die Nyasaland Railways Ltd gegründet, um die Shire Highlands Railway und das Aktienkapital der Central Africa Railway Company Ltd. zu übernehmen. Nyasaland Railways Ltd zeichnete für diese Eisenbahnen bis 1953 verantwortlich, bis sie an die Bundesregierung der Föderation von Rhodesien und Njassaland übertragen wurden.

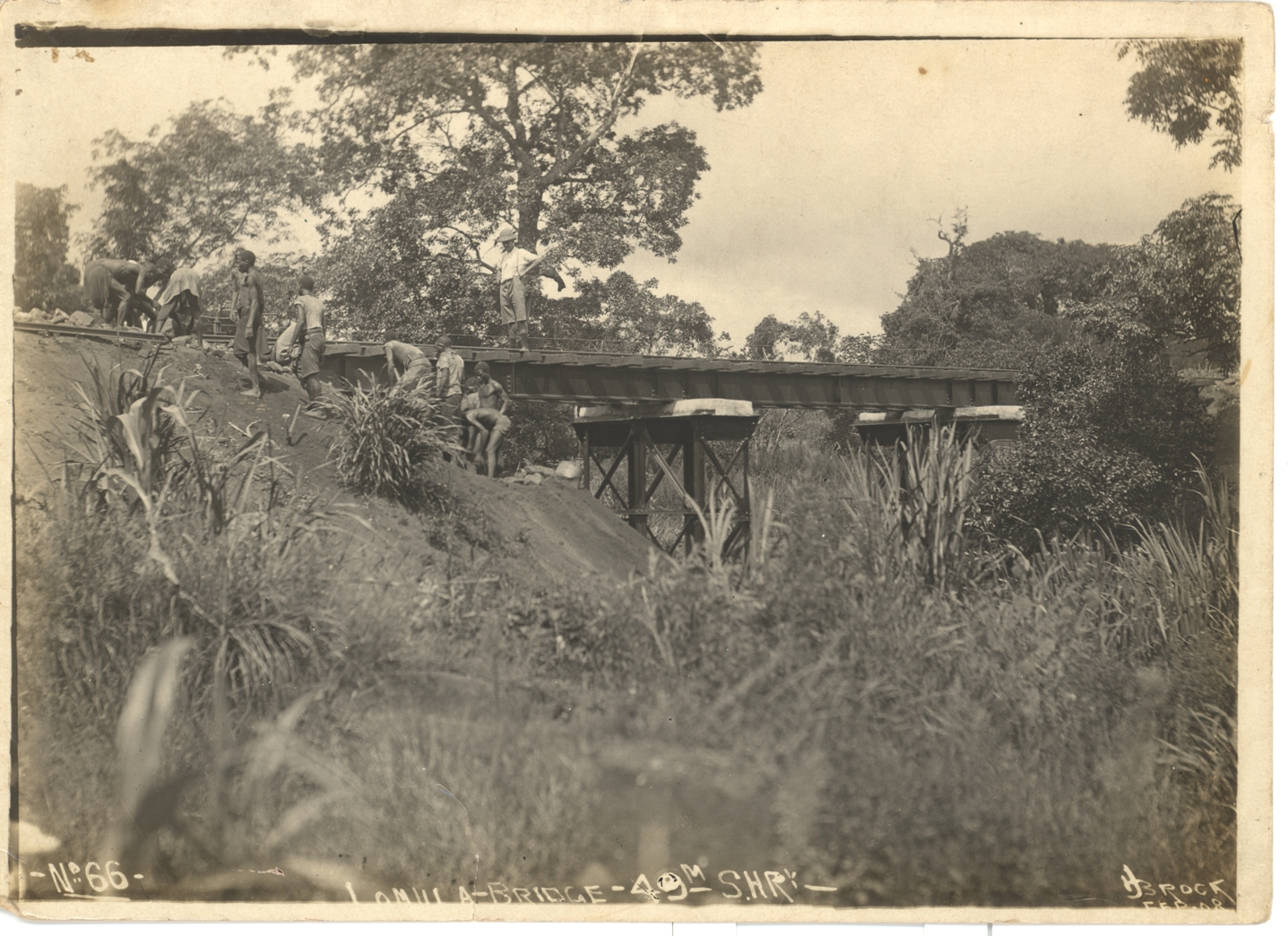
Lomula-Brücke der Shire Highlands Railway. Februar 1908

Außer den hohen Bau- und Wartungskosten war auch der Betrieb kostenaufwendig, weil dafür teure Kohle als Brennstoff importiert werden musste. Das inländische Verkehrsaufkommen bot nur relativ niedrige Tonnagen und der Im- und Export war saisonabhängig. Aus diesem Grund verlangte die Bahngesellschaft bis zu dreimal höhere Raten als die rhodesischen oder ostafrikanischen für allgemeine Fracht. Das britische Finanzministeriums und die Regierung von Nyasaland stellten zwar Subventionen zur Verfügung, trotzdem blieben die Transportkosten vergleichsweise hoch.

## Lokomotiven und Wagen
1936 war die Nyasaland Railways Ltd im Besitz von 11 Lokomotiven, 3 Triebwagen, 18 Personenwagen, 84 Güterwagen.

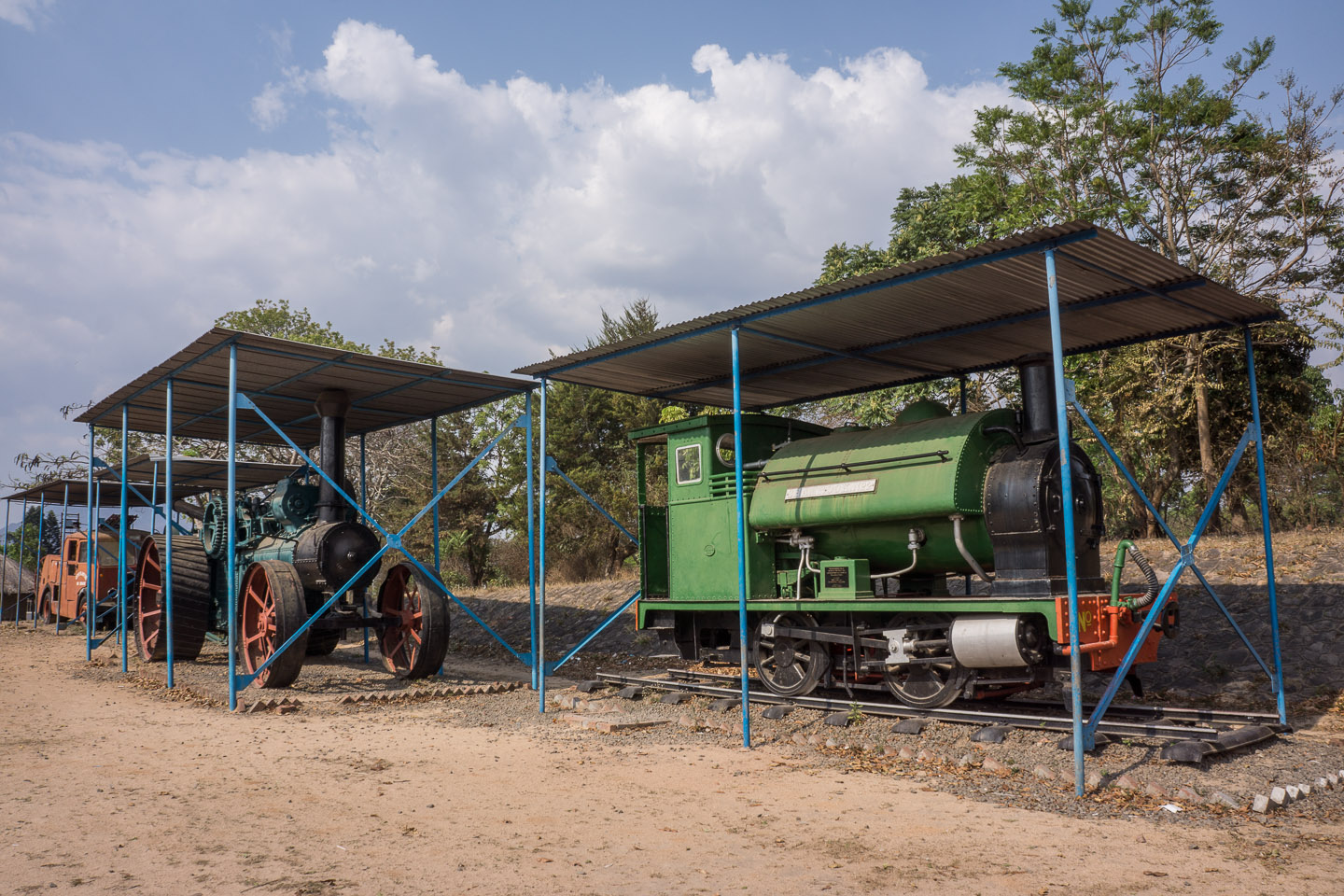
Dampflok 'Shamrock' im Chichiri Museum in Blantyre

Am Anfang wurden 1904 zwei zweiachsige Satteltank-Dampflokomotiven der Achsfolge 0-4-0 mit innen liegenden Zylindern von der Firma W.G. Bagnall Ltd. aus Stafford für den Bau der Bahnstrecke erworben. Dies waren Lokomotiven der 'A'-Klasse, 'Thistle', Nr. 1 und 'Shamrock', Nr. 2. Sie wurden später für viele Jahre vor allem für Rangier- und Bauarbeiten genutzt. 'Thistle' steht heute als Denkmal am Bahnhof von Limbe und 'Shamrock' wird im Chichiri Museum in Blantyre, ausgestellt.
Zwei Lokomotiven der 'B'-Klasse hatten die Achsfolge 4-6-0 mit außenliegenden Zylindern und innenliegendem Antrieb. Sie wurden 1904 von der Firma Kitson & Co. Ltd. in Leeds gebaut und noch im gleichen Jahr erworben. 'Rhodes', Nr. 5 und 'Milner', Nr. 6, waren Streckenlokomotiven insbesondere für die Postzüge zwischen den Zambezi und Blantyre. 'Milner' wurde von Juli 1923 bis 1934 auch auf der Trans-Zambezia Railway eingesetzt und bis 1944 auf der Strecke von der Dona-Ana-Brücke bis Tete. 'Rhodes' wurde im Hauptverkehrsdienst bis 1951 verwendet. Auch eine Lokomotive der 'C'-Klasse wurde kurzzeitig auf der Eisenbahn eingesetzt.

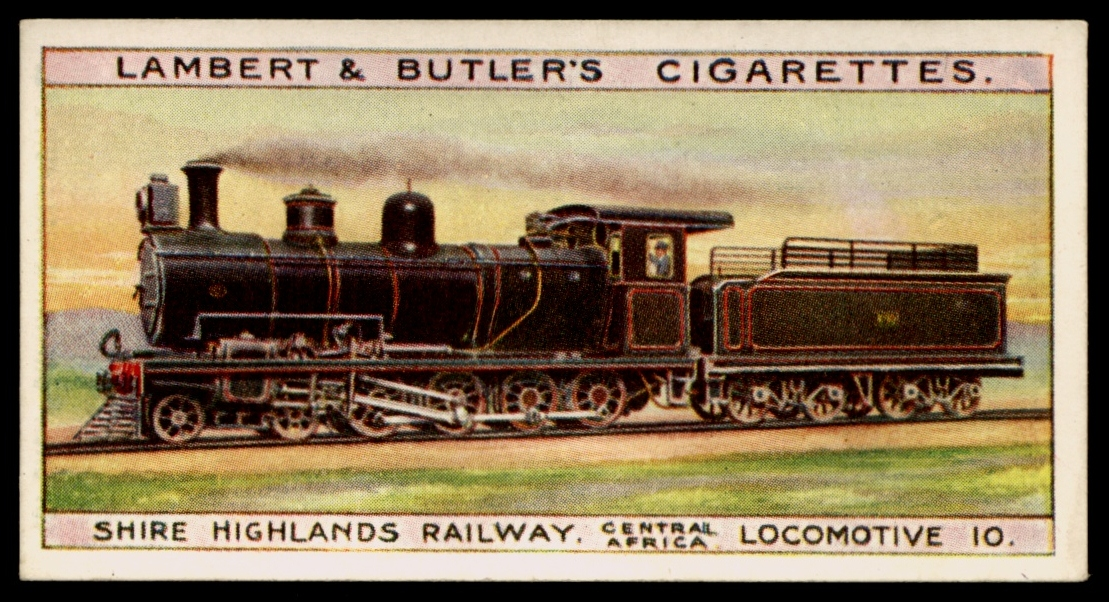
Dampflokomotive der Achsfolge 4-8-0 der Shire Highlands Railway auf einer Zigarettenkarte von Lambert & Butlers

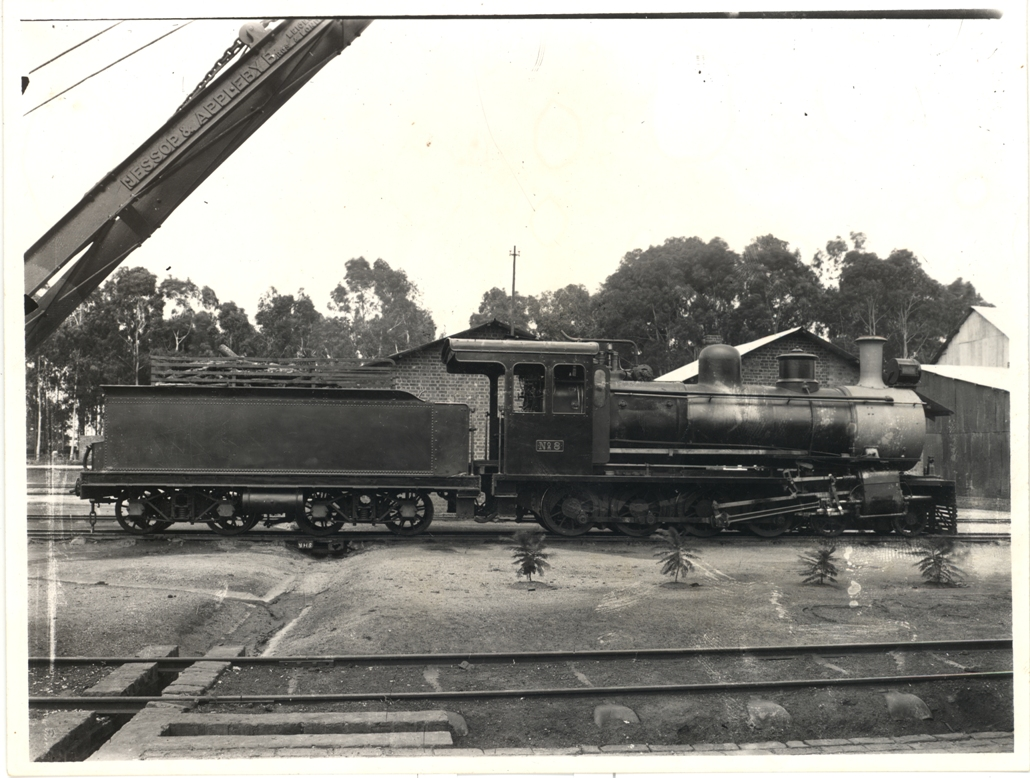
Lokomotive Nr. 8 wurde am 9. Januar 1967 nach Lilongwe geschleppt und dort am Bahnhof ausgestellt

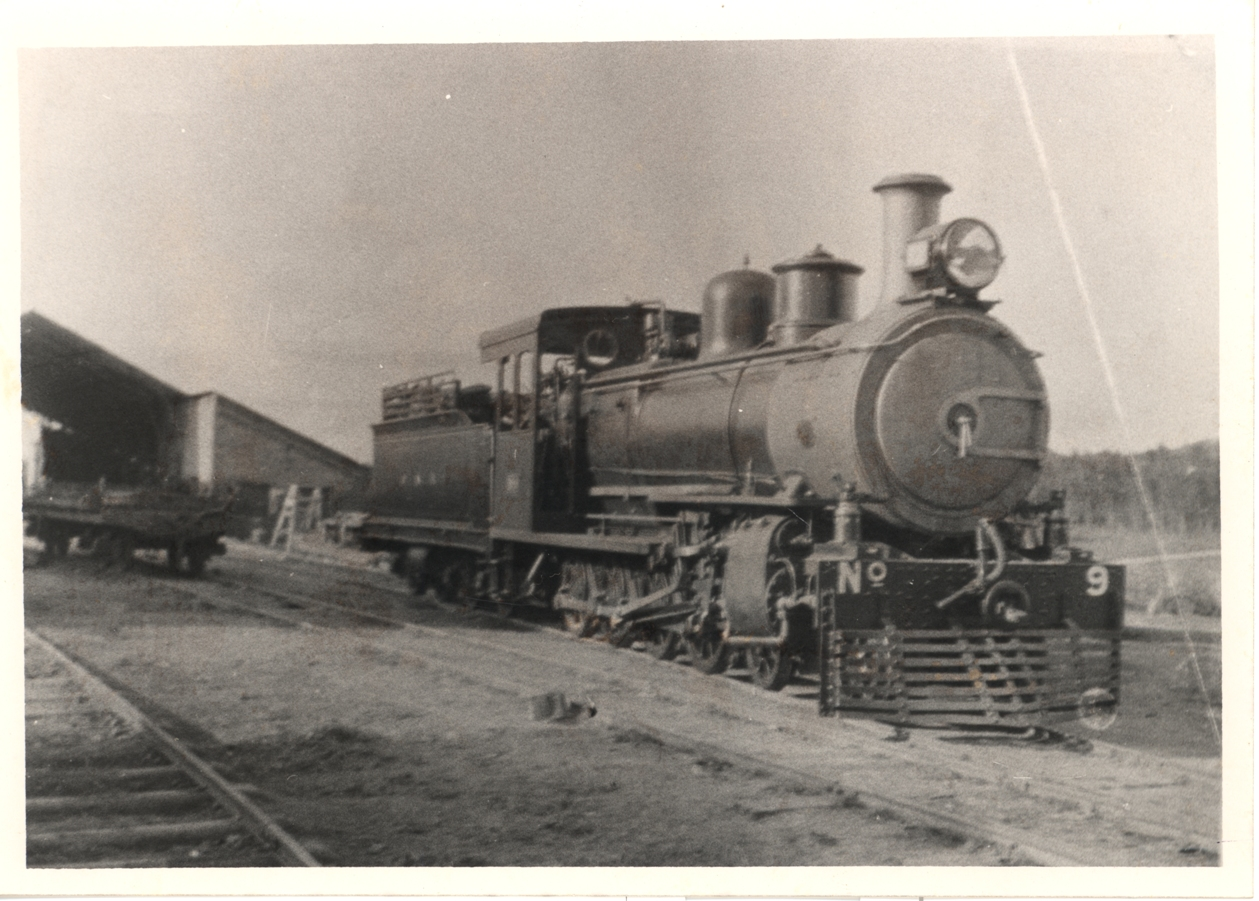
Lokomotive Nr. 9 in Limbe, Mai 1924

Die 'D'-Klasse vom Typ 4-8-0 mit Drehgestell-Tender wurden 1917 von R. & W. Hawthorn, Leslie & Peckett in Newcastle-upon-Tyne und 1930 von der North British Locomotive Company in Glasgow geliefert. Die Shire Highlands und Central Africa Railways betrieben die Nummern 8 bis 12 sowie 19 bis 24 und die Trans-Zambezia-Linie übernahm die Nummern 13 bis 15, die Züge auf allen Teilen des Systems zogen. Typische Zuglasten waren von der Grenze bis Sankulani an der Steilküste 450 Tonnen, und bergauf von Sankulani nach Limbe 180 Tonnen.